# 戈多伊克魯斯縣

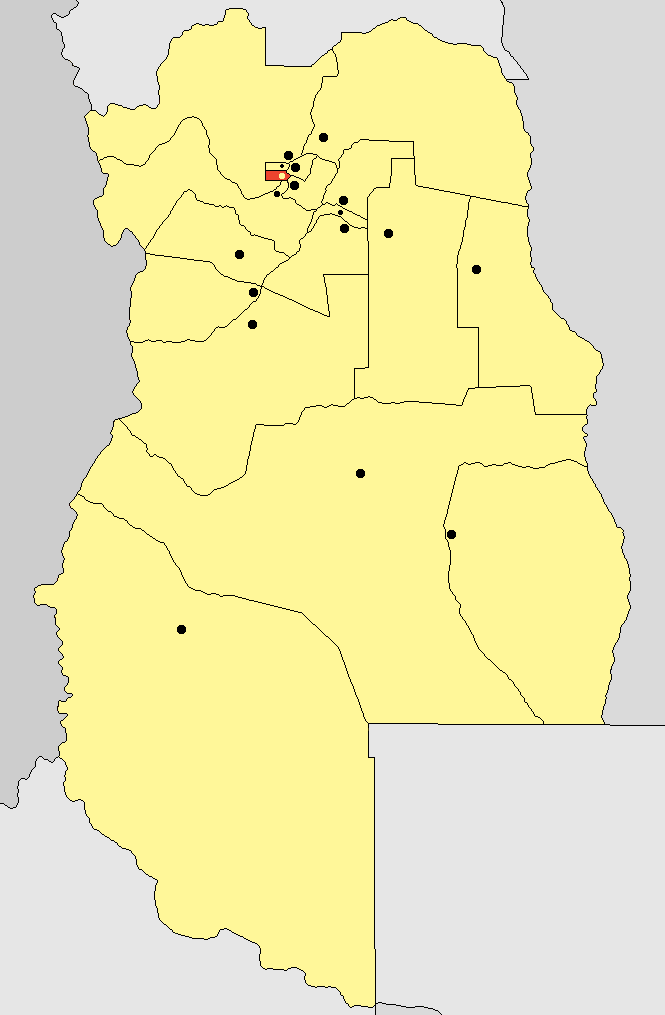

32°55′S 68°49′W / 32.917°S 68.817°W
戈多伊克魯斯縣（西班牙語：Departamento Godoy Cruz），是阿根廷的縣份，位於該國西部門多薩省，首府設於戈多伊克魯斯，始建於1855年5月11日，面積75平方公里，2010年人口191,903，人口密度每平方公里2,558.71人。